# Rivolta di Chmel'nyc'kyj
La rivolta di Chmel'nyc'kyj (in polacco Powstanie Chmielnickiego; in ucraino повстання Богдана Хмельницького?; in russo восстание Богдана Хмельницкого?) fu una rivolta cosacca all'interno della Confederazione polacco-lituana avvenuta circa nel 1648-1657, che portò alla creazione dell'Etmanato cosacco in area ucraina. Sotto il comando dell'etmano Bohdan Chmel'nyc'kyj, i cosacchi Zaporoghi, alleati con i Tatari di Crimea e i contadini locali, combatterono contro gli eserciti e le forze paramilitari della Confederazione polacco-lituana. L'insurrezione fu accompagnata da atrocità di massa commesse dai cosacchi contro la popolazione civile, in particolare contro il clero cattolico romano e gli ebrei.
Per le conseguenze che ebbe, la rivolta ha assunto un significato simbolico nella storia del rapporto dell'Ucraina con la Polonia e la Russia. Pose fine, infatti, al dominio della szlachta cattolica polacca sulla popolazione cristiana ortodossa e, allo stesso tempo, portò l'Ucraina orientale nella zona d'influenza della Russia, secondo quanto sancito dal trattato di Perejaslav del 1654, per cui i cosacchi avrebbero giurato fedeltà allo zar pur mantenendo un'ampia autonomia. L'evento scatenò un periodo di turbolenza e di conflitto politico nell'Etmanato conosciuto come "la Rovina". Il successo della ribellione anti polacca, insieme ai conflitti interni in Polonia e alle guerre contemporaneamente condotte dal paese contro la Russia e la Svezia (rispettivamente guerra russo-polacca (1654-1667) e seconda guerra del nord del periodo 1655-1660) pose fine all'"età dell'oro" polacca e avviò la Confederazione a un secolare declino.
La rivolta occupa un posto anche nella storia ebraica per via delle persecuzioni subite dagli ebrei i quali, essendo all’epoca molto coinvolti dalla gestione del commercio nel paese, furono visti dai contadini come loro diretti oppressori.

## Antefatti

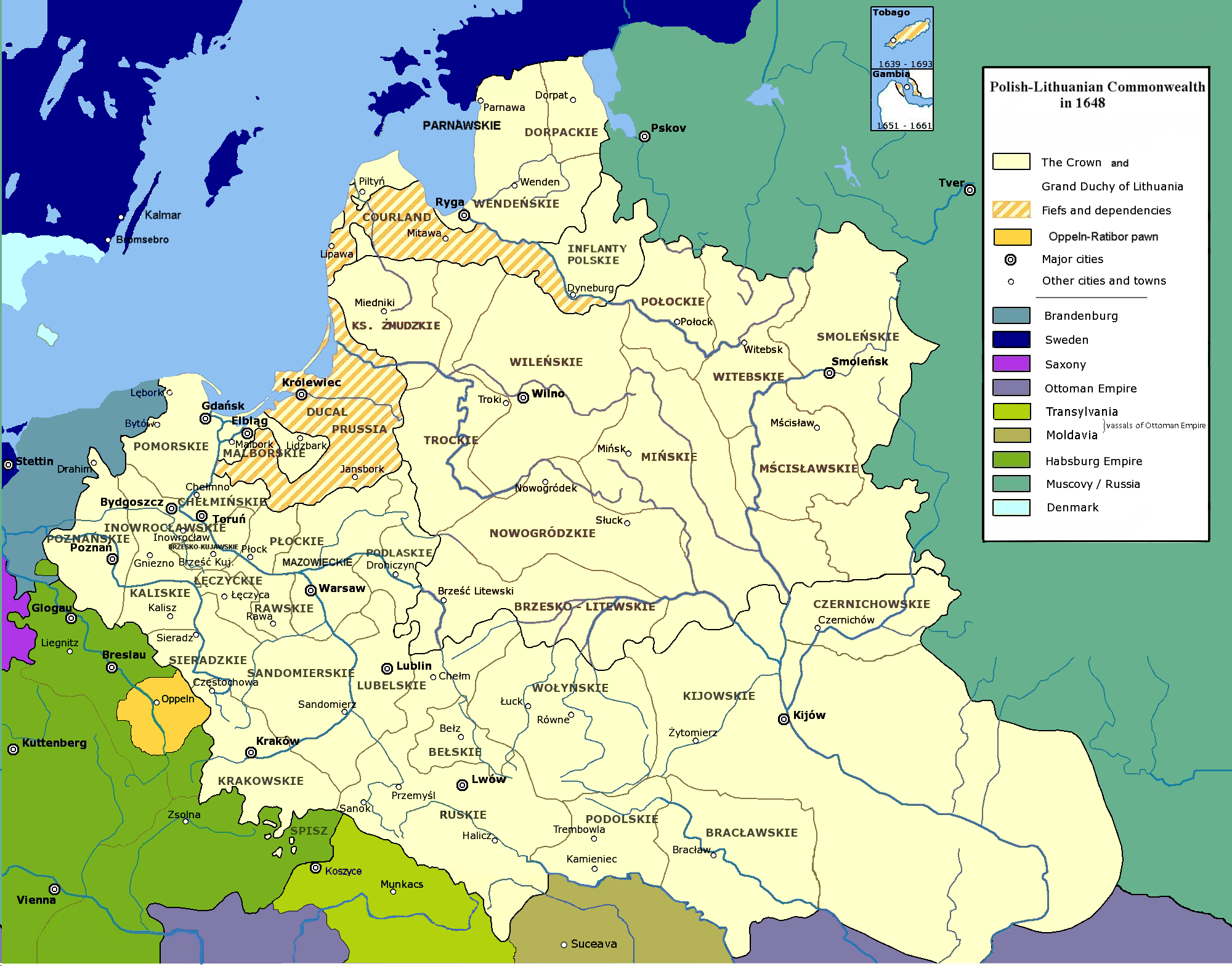
La Confederazione polacco-lituana nel 1648

Con la creazione dell'Unione polacco-lituana nel 1569, un numero crescente di terre rutene veniva gradualmente assorbito sotto il controllo di una potente repubblica aristocratica - la Rzeczpospolita. Nel 1569 l'Unione di Lublino accordò ai territori meridionali della Rutenia controllati dalla Lituania, cioè Galizia-Volinia, Podlachia, Podolia e Kiev, alla corona di Polonia nell'ambito dell'accordo che costituiva la nuova confederazione polacca-lituana. Sebbene alla nobiltà locale venissero concessi pieni diritti all'interno della Rzeczpospolita, la loro assimilazione della cultura polacca li allontanò dalle classi inferiori. Questa szlachta, insieme alle azioni dei magnati polacchi di classe superiore, opprimeva i ruteni di classe inferiore, con l'introduzione di pratiche della controriforma e l'uso di amministratori ebrei per gestire le loro proprietà.
Era poi in atto anche la assunzione del potere ecclesiastico da parte del Granducato di Mosca nel 1448, che voleva ampliare la propria influenza.
La pressione dell'espansione cattolica culminò con l'Unione di Brest nel 1596, che tentava di mantenere l'autonomia delle chiese ortodosse orientali nelle odierne Ucraina, Polonia e Bielorussia, alleandole al vescovo di Roma. I popoli di quei territori mantennero dunque l'idea di autonomia nella scelta religiosa e questo elemento fu poi rilevante durante la campagna militare di Bohdan Chmel'nyc'kyj.

## Il ruolo di Chmel'nyc'kyj

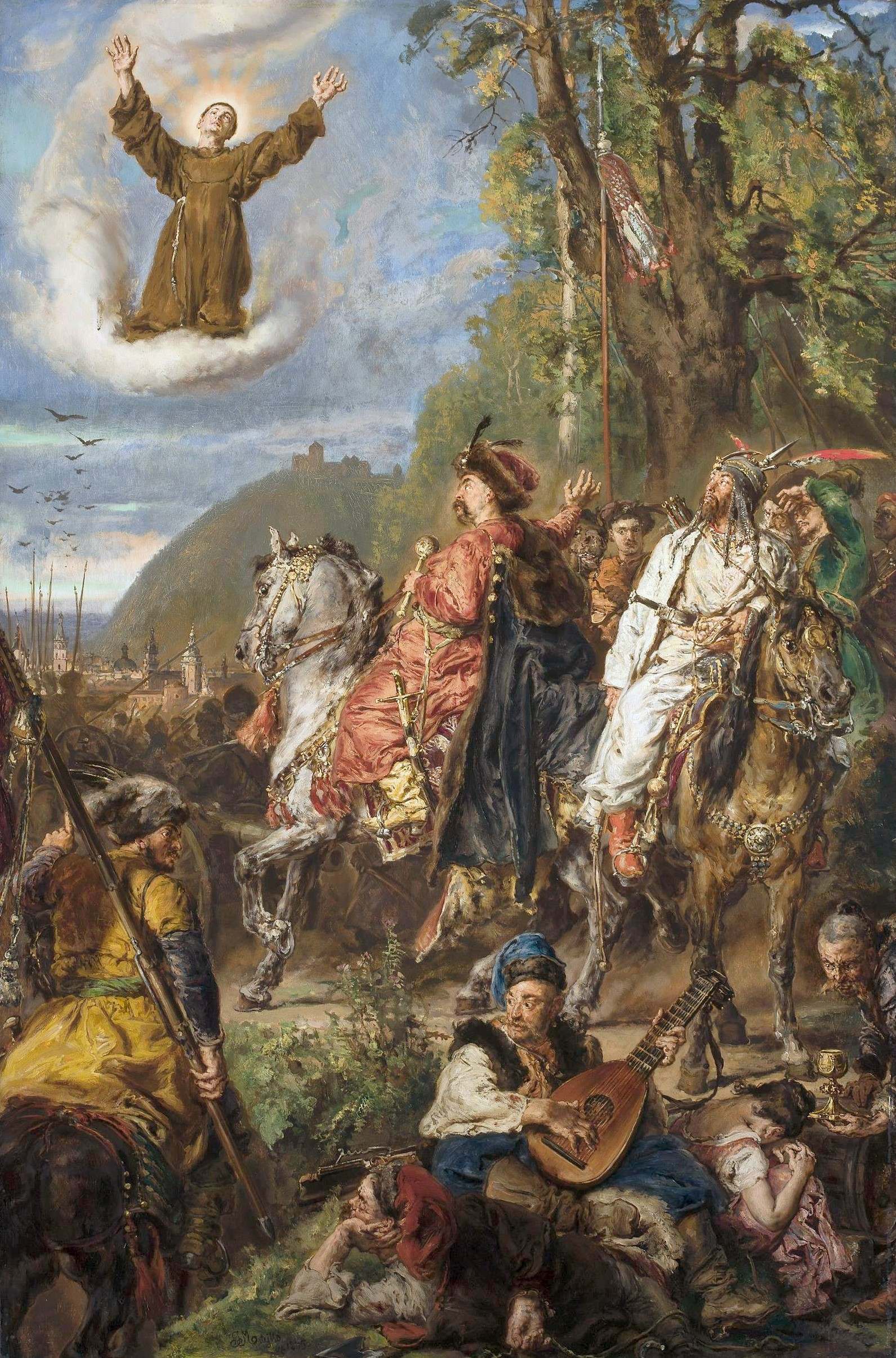
Bohdan Chmel'nyc'kyj con Tuhai Bey a Leopoli, dipinto di Jan Matejko, 1885, Museo Nazionale (Varsavia)

Nato in una nobile famiglia, Bohdan Chmel'nyc'kyj frequentò le scuole dei Gesuiti. All'età di 22 anni si unì al padre al servizio della confederazione, combattendo contro l'impero ottomano nella guerra dei Magnati di Moldavia. Dopo essere stato tenuto prigioniero a Costantinopoli, ritornò alla vita civile come cosacco registrato (in ucraino Реєстрові козаки?; in polacco Kozacy rejestrowi), stabilendosi nella sua città natale di Subotiv con una moglie e diversi figli. Partecipò a campagne per il grande atamano della Corona Stanisław Koniecpolski, guidò le delegazioni dal re Ladislao IV Vasa a Varsavia e generalmente fu rispettato nei ranghi dei cosacchi. Il corso della sua vita venne alterato, tuttavia, quando Aleksander Koniecpolski, erede della proprietà del magnate hetman Koniecpolski, tentò di sequestrare la terra di Chmel'nyc'kyj. Nel 1647 lo starost (capo dell'amministrazione regionale locale) di Čyhyryn Daniel Czapliński aggredì apertamente Chmel'nyc'kyj per conto del giovane Koniecpolski nel tentativo di forzarlo a lasciare la terra. In due occasioni ci furono incursioni a Subotiv, durante i quali furono commessi danni notevoli e il figlio Jurij fu picchiato, fino a quando Chmel'nyc'kyj trasferì la sua famiglia in casa di un parente a Čyhyryn. Due volte cercò aiuto dal re recandosi a Varsavia, solo per trovarlo o non interessato o impotente nel limitare la volontà di un magnate.
Non avendo ricevuto alcun sostegno da parte dei funzionari polacchi, Chmel'nyc'kyj si rivolse ai suoi amici e subalterni cosacchi. Il caso di un cosacco trattato ingiustamente dai polacchi trovò grande sostegno non solo nel suo reggimento, ma anche in tutto il sich. Per l'intero autunno del 1647 Chmel'nyc'kyj visitò vari reggimenti e ebbe numerose consultazioni con diversi leader dei cosacchi in tutta l'Ucraina. La sua attività sollevò i sospetti delle autorità polacche già abituate alle rivolte di cosacchi e fu prontamente arrestato. Il polkovnik (colonnello) Mykhailo Krychevsky aiutò Chmel'nyc'kyj nella sua fuga e con un gruppo di sostenitori questi si diresse al Sič di Zaporižžja.

Alcune bandiere cosacche catturate dai Polacchi

I cosacchi erano già sull'orlo di una nuova ribellione poiché i piani di una nuova guerra con l'impero ottomano proposti dal re polacco Ladislao IV Vasa erano stati annullati dal Sejm, il Parlamento. I cosacchi stavano mettendo a punto i loro tradizionali e lucrativi attacchi all'Impero ottomano (nel primo quarto del XVII secolo avevano fatto razzie sulle coste del Mar Nero quasi ogni anno), e si sentirono danneggiati dall'essere impediti ad attività di pirateria dai trattati di pace tra la confederazione polacca-lituana e l'Impero Ottomano. Le voci sulle ostilità emergenti contro "gli infedeli" erano state accolte con gioia mentre la notizia che alla fine non ci sarebbe stato nessuno scontro fu esplosiva.
Tuttavia, la ribellione dei cosacchi sarebbe stata frenata così come era stato per le grandi ribellioni del 1637-1638, se non fosse stato per il genio di Chmel'nyc'kyj. Questi (dopo aver preso parte alla ribellione del 1637) capì che i cosacchi, pur avendo un'eccellente fanteria, non avrebbero potuto sperare di vincere sulla cavalleria polacca, probabilmente la migliore in Europa in quell'epoca. Tuttavia, la combinazione di fanteria cosacca e cavalleria dei Tatari di Crimea avrebbe potuto fornire una forza militare equilibrata e avrebbe potuto dare ai cosacchi una possibilità di battere l'esercito polacco.
Chmel'nyc'kyj riuscì a superare più di un secolo di ostilità reciproca tra cosacchi e tatari. Modificò anche l'idea dei cosacchi come "protettori del popolo cristiano" acconsentendo a pagare il Khan della Crimea con jasyr o prigionieri cristiani. Inizialmente questi erano prigionieri polacchi, ma in seguito furono assegnati a Tatari interi territori in Ucraina per catturare ogni anima sfortunata (compresi gli ebrei che si erano trasferiti in massa nei palatinati dell'Ucraina dopo il 1569) e portarli a essere venduti sui mercati degli schiavi di Kaffa.

## La rivolta
- Żółte Wody (1648)
- Korsuń (1648)
- Konstantynów (1648)
- Pyliavtsi (1648)
- Pohost (1648)
- Leopoli (1648)
- Zamość (1648)
- Mozyrz I (1649)
- Łojów I (1649)
- Zahal (1649)
- Zbaraż (1649)
- Zborów (1649)
- Krasne (1651)
- Kopyczyńce (1651)
- Berestečko (1651)
- Łojów II (1651)
- Białą Cerkwią (1651)
- Batoh (1652)
- Kamieniec Podolski (1652)
- Monasterzyska (1653)
- Suczawa (1653)
- Czarnobyl (1653)
- Żwaniec (1653)
- Homel (1653)
- Mozyrz II (1653)

Il 25 gennaio 1648, Chmel'nyc'kyj guidò un contingente di 400-500 cosacchi al Sič di Zaporižžja e rapidamente uccise le guardie assegnate dalla confederazione per proteggere l'ingresso. Una volta al Sich, la sua oratoria e le sue capacità diplomatiche colpirono i ruteni oppressi. Mentre i suoi uomini respingevano un tentativo da parte delle forze della confederazione di recuperare il Sich, altri uomini si volevano arruolare per la sua causa. La Rada dei cosacchi lo elesse hetman entro la fine del mese. Chmel'nyc'kyj spese la maggior parte delle sue risorse nel reclutamento di altri combattenti. Mandò emissari in Crimea, invitando i tatari di Crimea ad unirsi a lui per un potenziale attacco contro il loro nemico comune, la confederazione.
In totale radunò 80000 persone, un numero comparabile con quello dell'esercito della confederazione anche se i combattenti erano anche contadini senza formazione militare specifica; anche l'alleanza con il khan di Crimea İslâm III Giray gli diede un enorme aiuto.

### Il 1648: vittorie iniziali
Entro aprile 1648 la notizia di un'insurrezione si era diffusa in tutta la confederazione. O perché avevano sottovalutato la dimensione della rivolta, o perché volevano agire rapidamente per impedirgli di diffondersi, il grande atamano della corona della confederazione Mikołaj Potocki e l'atamano di campo della corona Marcin Kalinowski inviarono 3000 soldati sotto il comando del figlio di Potocki, Stefan, contro Chmel'nyc'kyj senza aspettare di raccogliere forze supplementari dal principe Jeremi Wiśniowiecki, un magnate che possedeva vastissime proprietà nel voivodato d'Ucraina e aveva un proprio esercito. Le prime unità dell'esercito reale dunque vennero tutte decimate in sette battaglie avvenute nel 1648 con decine di comandanti diversi.
Chmel'nyc'kyj mise in marcia le sue forze e incontrò Jeremi Wiśniowiecki nella battaglia di Żółte Wody (5 maggio 1648), che vide numerose defezioni sul campo di battaglia da parte dei cosacchi registrati che cambiarono lato passando dalla confederazione a Chmel'nyc'kyj. La vittoria fu rapidamente seguita dalla rotta degli eserciti della confederazione alla battaglia di Korsuń (26 maggio 1648), che vide sia l'anziano Potocki che Kalinowski catturati e imprigionati dai tatari.

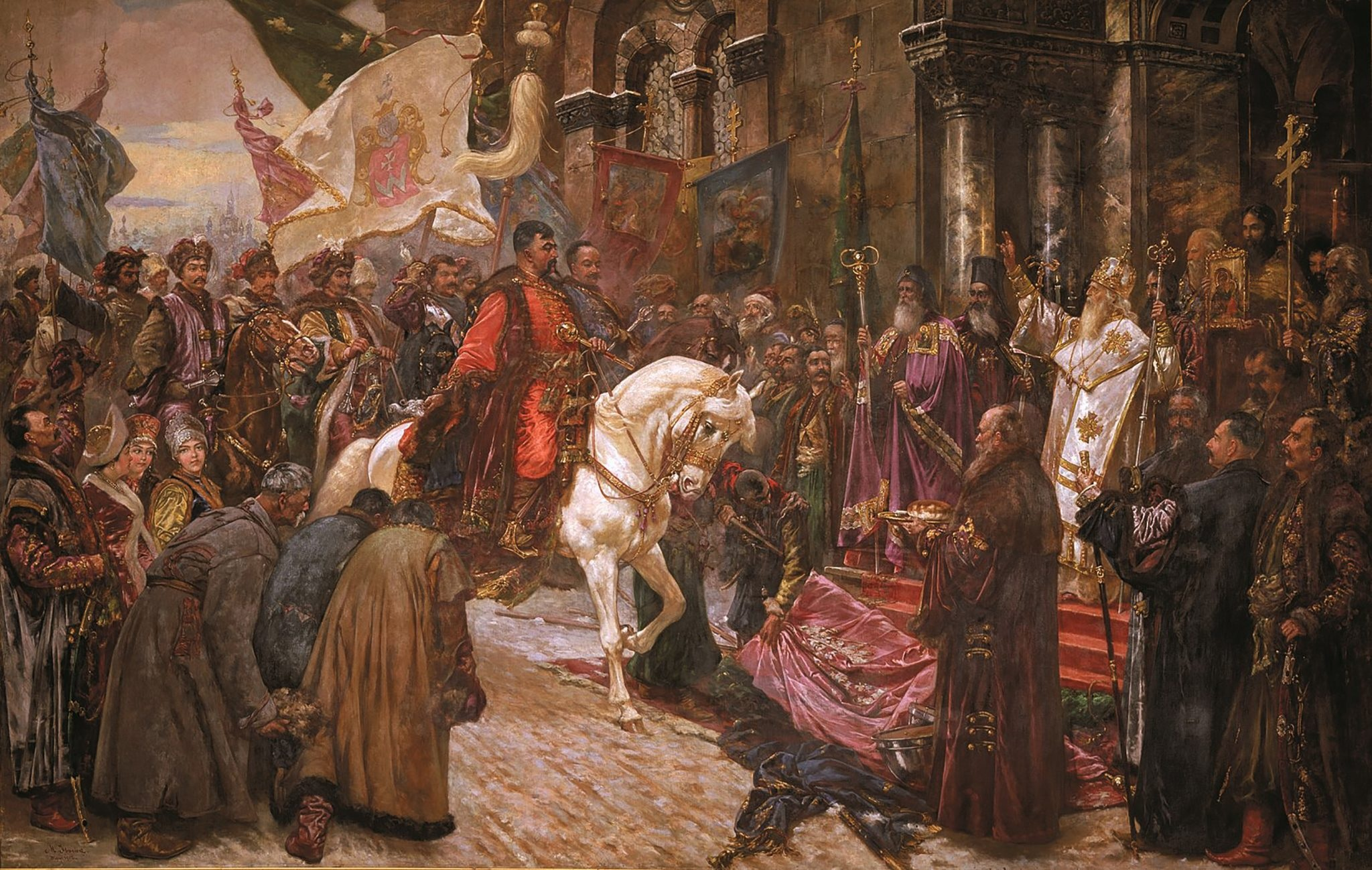
Bohdan Chmel'nyc'kyj entrante a Kiev di Mykola Ivasiuk.

Oltre alla perdita di forze significative e di leadership militare, lo stato polacco perse anche il re Ladislao IV Vasa, che morì nel 1648, lasciando la corona di Polonia senza guida e in disordine in un momento di ribellione. La szlachta scappava dai suoi contadini, con i suoi palazzi e proprietà in fiamme. L'esercito di Chmel'nyc'kyj marciò verso ovest. Chmel'nyc'kyj fermò le sue forze a Bila Cerkva e stilò un elenco di richieste alla corona polacca, tra cui l'aumento del numero di cosacchi registrati, la restituzione di chiese prese ai fedeli ortodossi e il pagamento ai cosacchi delle retribuzioni, che erano state trattenute per cinque anni.
Le notizie delle rivolte contadine turbarono Chmel'nyc'kyj, anch'egli un nobile, tuttavia, dopo aver analizzato le informazioni raccolte in tutto il paese con i suoi consiglieri, la leadership dei cosacchi subito capì che c'era la possibilità di guadagnare l'autonomia. Anche se il risentimento personale di Chmel'nyc'kyj verso la szlachta e i magnati influenzò la sua trasformazione in rivoluzionario, fu la sua ambizione di diventare il capo di una nazione rutena che ampliò la rivolta da una semplice ribellione in un movimento nazionale. Chmel'nyc'kyj fece unire le sue forze a una rivolta contadina alla battaglia di Pyljavci, dando un altro terribile colpo alle forze polacche indebolite e impoverite.
Chmel'nyc'kyj fu convinto a non assediare Leopoli, in cambio di 200000 guldeni rossi, secondo alcune fonti, ma Hruševs'kyj affermò che Chmel'nyc'kyj in realtà assediò la città per circa due settimane. Dopo aver ottenuto il riscatto, si mosse all'assedio di Zamość, quando finalmente sentì la notizia dell'elezione del nuovo re polacco, Giovanni II, voluto da Chmel'nyc'kyj. Secondo Hruševs'kyj Giovanni II gli inviò una lettera in cui egli informava il capo dei cosacchi circa la sua elezione e lo assicurò che avrebbe concesso ai cosacchi e ai fedeli ortodossi vari privilegi. Chiese a Chmel'nyc'kyj di fermare la sua campagna e attendere la delegazione regale. Chmel'nyc'kyj rispose che avrebbe rispettato la richiesta del suo monarca e poi tornò indietro. Nel 1648 fece un ingresso trionfale a Kiev nel Natale nel 1648 e fu salutato come "il Mosè, salvatore, redentore e liberatore delle genti dalla prigionia polacca ... l'illustre governatore di Rus'".

## Gli anni 1649 - 1654
Nel febbraio del 1649, durante i negoziati con una delegazione polacca guidata dal Sen. Adam Kysil a Perejaslav, Chmel'nyc'kyj dichiarò di essere "l'unico autocrate della Rus'" e che aveva "sufficiente potere in Ucraina, Podolia e Volinia... nella sua terra e principato che si estende fino a Leopoli, Chełm e Halych". Fu chiaro agli inviati polacchi che Chmel'nyc'kyj si considerava non più semplicemente il leader dei cosacchi zaporoghi, ma come quello di uno stato indipendente e avesse dichiarato le sue pretese sull'eredità del Rus'.
A Vilnius un panegirico in onore di Chmel'nyc'kyj (1650-1651) spiegava: "Mentre in Polonia, è re Giovanni II Casimiro Vasa, nel Rus è Hetman Bohdan Chmel'nyc'kyj".
Nel 1649 Wiśniowiecki inflisse la prima grande sconfitta a Chmel'nyc'kyj: l'Assedio di Zbaraz, avvenuto tra il 10 luglio e il 22 agosto 1649. La confederazione proteggeva le mura della città di Zbaraz, nell'Ucraina orientale, dagli uomini di Chmel'nyc'kyj che la volevano saccheggiare. Dopo molte settimane gli eserciti reali, essendo a corto di cibo e munizioni cominciarono ad essere in difficoltà. Ma grazie ad alcuni uomini che riuscirono a superare le linee e ad arrivare dal re, arrivarono le truppe ausiliarie che ordinarono la resa di Chmel'nyc'kyj e la città fu risparmiata con successo.
Negli anni seguenti ci furono molte altre battaglie in cui si avevano vittorie da entrambe le parti: la battaglia di Zborów (16 agosto 1649), la Battaglia di Krasne (23 febbraio 1651) e la Battaglia di Kopyczyńca (12 maggio 1651).
Dopo la battaglia di Zbaraz e la Zboriv, Chmel'nyc'kyj aveva ottenuto numerosi privilegi per i cosacchi sotto il trattato di Zboriv.
Nel 1651 avvenne una battaglia decisiva. Il 30 giugno di quell'anno le forze di Chmel'nyc'kyj subirono una sconfitta enorme nella battaglia di Berestečko, la più grande battaglia di terra del XVII secolo e furono abbandonati dai loro ex alleati, i Tatari di Crimea. Le enormi perdite subite dai cosacchi a Berestečko fecero capire che creare uno stato indipendente sarebbe stato impossibile.
Furono costretti a Bila Cerkva (Biała Cerkiew) ad accettare un nuovo trattato. Un anno dopo, i cosacchi ebbero la loro vendetta alla battaglia di Batih, dove nel 1652 Chmel'nyc'kyj ordinò ai cosacchi di uccidere tutti i prigionieri polacchi, un evento noto come massacro di Batih.
Questa fase della rivolta terminò nel 1653 con una tregua che fu stipulata insieme alla Russia: nel trattato di Perejaslav (marzo 1654): Chmel'nyc'kyj decise di lasciare l'influenza polacca-lituana e allearsi con i moscoviti.

## Il ruolo dei Tatari
I Tatari del khanato di Crimea, allora uno stato vassallo dell'Impero ottomano, parteciparono all'insurrezione, considerandola come un'occasione di acquisire prigionieri da vendere. Le razzie di schiavi crearono un grande afflusso di prigionieri ai mercati degli schiavi in Crimea al momento della Rivolta. Gli ebrei dell'impero ottomano raccolsero fondi per un riscatto concertato per ottenere la libertà del loro popolo.

## Conseguenze

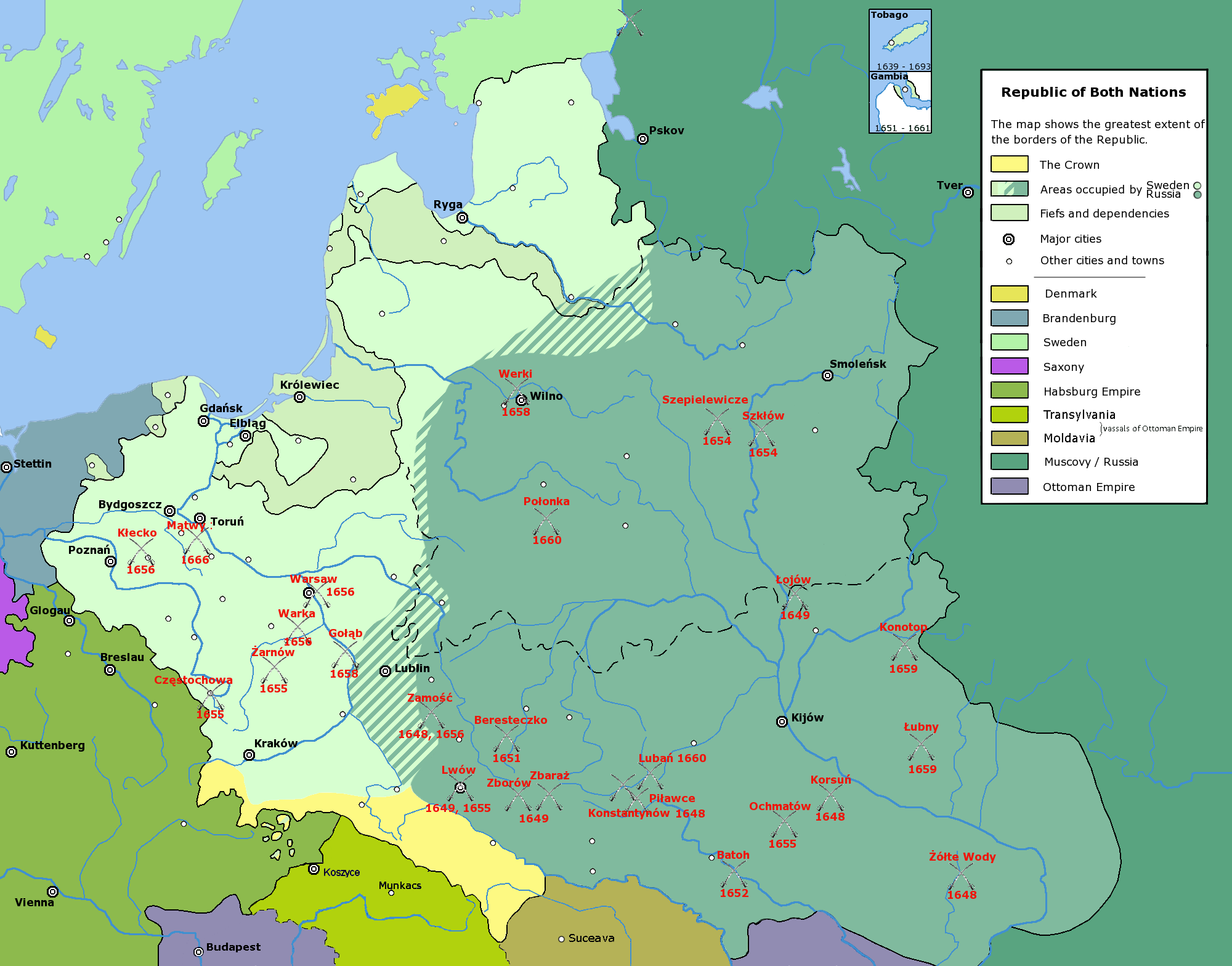
Guerra russo-polacca e seconda guerra del nord: si riduce l'influenza della Confederazione polacco-lituana

In pochi mesi quasi tutti i nobili, i funzionari e i sacerdoti polacchi erano stati eliminati o scacciati dalle terre dell'attuale Ucraina. Le perdite della popolazione della confederazione nella rivolta superarono un milione. Inoltre, gli ebrei subirono perdite notevoli perché erano i rappresentanti più numerosi e "accessibili" del regime della szlachta.
La rivolta iniziò un periodo nella storia polacca noto come "Diluvio" (comprendente anche l'invasione svedese della confederazione durante la seconda guerra del nord del 1655-1660, che temporaneamente liberò gli ucraini dalla dominazione polacca ma dopo breve tempo li rese sottoposti al dominio russo. Indebolito dalle guerre, nel 1654 Chmel'nyc'kyj persuase i cosacchi ad allearsi con lo zar russo nel trattato di Perejaslav, che portò alla guerra russo-polacca (1654-1667). Quando la Polonia-Lituania e la Russia firmarono il trattato di Vilnius (1656) e concordarono un'alleanza anti-svedese nel 1657, i cosacchi di Chmel'nyc'kyj sostennero l'invasione della confederazione da parte degli alleati di Transilvania degli svedesi. Anche se la confederazione cercò di riconquistare la sua influenza sui cosacchi (trattato di Hadjač del 1658), i nuovi soggetti cosacchi divennero ancora più integrati con l'Impero russo, e la loro autonomia e privilegi vennero erosi. I resti di questi privilegi furono gradualmente aboliti a seguito della grande guerra del nord (1700-1721) in cui l'hetman Ivan Mazepa appoggiò la Svezia. Nel momento in cui l'ultima delle spartizioni della Polonia terminò l'esistenza della confederazione nel 1795, molti cosacchi avevano già lasciato l'Ucraina per colonizzare il Kuban'.
Le fonti variano in merito alla data della fine della rivolta. Le fonti russe e alcune fonti polacche indicano la fine dell'insurrezione nel 1654, indicando il trattato di Perejaslav come la fine della guerra; fonti ucraine fanno coincidere la fine della rivolta con la morte di Chmel'nyc'kyj, nel 1657; Alcune fonti polacche indicano la data del 1655 e la battaglia di Jezierna o Jeziorna (novembre 1655). C'è qualche sovrapposizione tra l'ultima fase dell'insurrezione e l'inizio della guerra russo-polacca (1654-1667), in quanto le forze cosacche e quelle russe si allearono.

## Vittime
Le stime dei morti dell'insurrezione di Chmel'nyc'kyj variano, come molte altre dei tempi analizzati dalla demografia storica. Con il tempo fonti e metodologie migliori diventano disponibili e tali stime sono soggette a una revisione continua. Le perdite tra la popolazione dell'intera confederazione negli anni 1648-1667 (periodo che comprende la rivolta, ma anche la guerra russo-polacca e l'invasione svedese) sono stimati in 4 milioni (all'incirca una diminuzione da 11-12 milioni a 7-8 milioni).

### I massacri

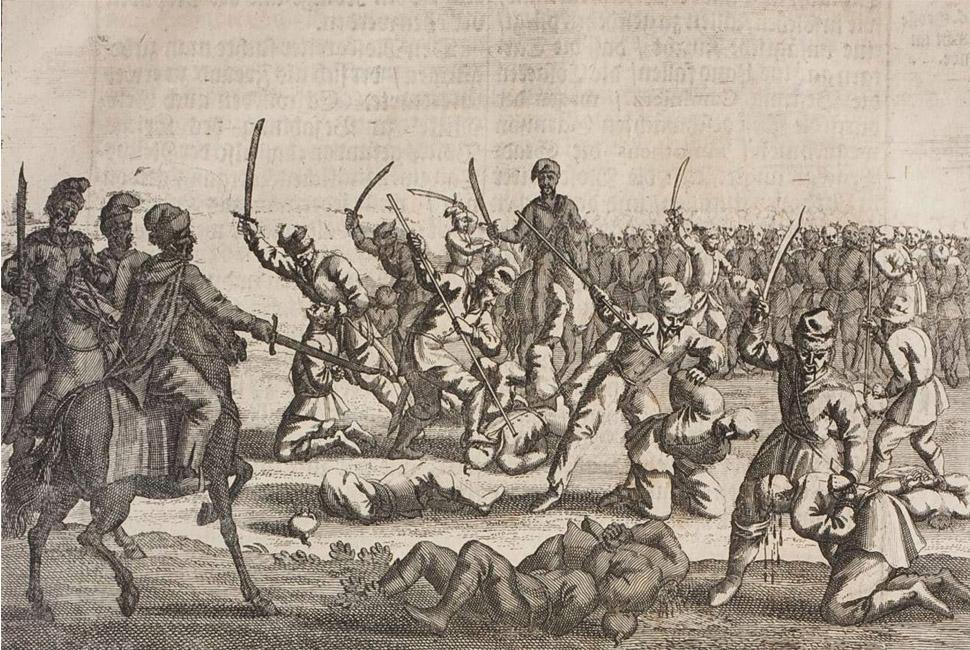
Massacro di 3000–5000 prigionieri polacchi dopo la battaglia di Batih nel 1652

Prima dell'insurrezione di Chmel'nyc'kyj, i magnati avevano venduto e affittato alcuni privilegi a amministratori, molti dei quali erano ebrei, che avevano guadagnato denaro dall'esazione delle tasse che avevano compiuto per i magnati, ricevendo una percentuale dei ricavi della proprietà. Non controllando direttamente le proprie proprietà, i magnati le lasciavano ai locatari e a chi raccoglieva i ricavi, che finivano per diventare oggetto dell'odio dei contadini oppressi. Chmel'nyc'kyj disse al popolo che i polacchi li hanno venduti come schiavi "nelle mani degli ebrei maledetti". Usando questo come grido di battaglia, i cosacchi e i contadini massacrarono numerosi cittadini ebrei e polacco-lituani, nonché membri della szlachta negli anni 1648-1649. La cronaca di quel periodo Yeven Mezulah di Nathan ben Moses Hannover (XVII secolo) afferma:

### Gli ebrei

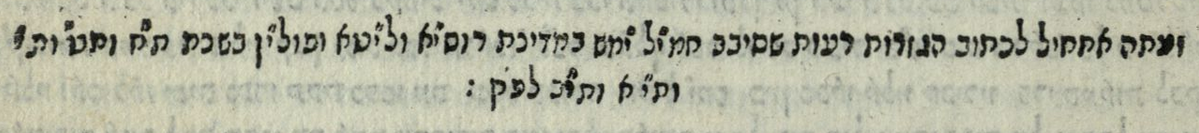
Prima edizione del Yeven Mezulah (1653): "Io scrivo dei malvagi decreti di Chmiel, possa il suo nome essere obliato... in (5)'408 - '411 Anno Mundi."

La maggior parte delle comunità ebraiche dell'Hetmanato ribelle furono devastate dalle rivolte e dai successivi massacri, anche se occasionalmente comunità ebraiche furono risparmiate, in particolare dopo la cattura della città di Brody (la cui popolazione era per il 70% ebraica). Secondo il libro noto come Storia del Rus', la logica di Chmel'nyc'kyj era largamente mercantile e gli ebrei di Brody, che era un importante centro commerciale, erano giudicati utili per "vendite e profitti" e quindi gli fu solo richiesto di pagare "indennizzi moderati" in natura.
A causa dei diffusi omicidi, gli anziani ebrei del Consiglio di Vilna vietarono feste con un decreto del 3 luglio 1661: fissavano limiti alle celebrazioni di nozze, al bere in pubblico, a mascherate e altri intrattenimenti ebraici. Racconti riguardanti vittime di massacri che erano state seppellite vive, tagliate a pezzi o costrette a uccidersi a vicenda si diffusero in tutta Europa e oltre. Queste storie gettarono molte persone nella disperazione. Ci fu un rilancio dell'hassidismo e delle idee di Isaac Luria e dell'identificazione di Sabbatai Zevi con il Messia.
L'intera popolazione ebraica della confederazione in quel periodo (1618-1717) è stata stimata in circa 200000 unità.

La maggior parte degli ebrei viveva al di fuori dell'Ucraina in territori non influenzati dalla rivolta. La popolazione ebraica dell'Ucraina di quel periodo è stimata a circa 50000 persone.
I conti dei cronisti ebraici contemporanei agli eventi tendevano a sottolineare grandi cifre di vittime, ma dalla fine del XX secolo sono state rivalutate verso il basso. I moderni metodi storiografici, in particolare dal dominio della demografia storica, sono diventati più ampiamente adottati e tendono ad abbassare i numeri di morti. Secondo Orest Subtelny:
Anche se molti di essi furono uccisi, le perdite ebree non raggiunsero le cifre spaventose che sono spesso associate alla rivolta. Secondo le parole di Weinryb (The Jews of Poland, 193–4), "L'informazione frammentaria del periodo - e per gran parte l'informazione degli anni seguenti - chiaramente indicano che la catastrofe potrebbe non essere stata così grande come è stata presunta"»
Le stime degli inizi del ventesimo secolo sulle morti tra gli ebrei si basavano sui calcoli dei cronisti ebraici del tempo e tendevano ad essere alte, da 100000 a 500000 o più; nel 1916 Simon Dubnow affermò:
Dagli anni '60 agli anni '80 gli storici consideravano ancora 100000 una stima ragionevole degli ebrei uccisi e, secondo Edward Flannery, molti lo consideravano "un minimo".
Max Dimont in Jews, God, and History, pubblicato per la prima volta nel 1962, scrive: "Forse 100000 ebrei sono morti nel decennio di questa rivoluzione".
Anche Edward Flannery, scrivendo in The Anguish of the Jews: Twenty-Three Centuries of Antisemitism, pubblicato per la prima volta nel 1965, dà cifre tra i 100000 e i 500000, affermando: "Molti storici considerano la seconda cifra esagerata e la prima un minimo ".
Martin Gilbert nel suo Jewish History Atlas pubblicato nel 1976 scrive "più di 100000 ebrei furono uccisi; molti altri furono torturati o maltrattati, altri fuggirono"
Molte altre fonti del tempo danno cifre simili.
Anche se molte fonti moderne danno ancora stime di ebrei uccisi nella rivolta di 100 000 persone o più altre stimano il numero di uccisi tra i 40 000 e i 100 000, e recenti studi accademici hanno suggerito che i numero possano essere anche più bassi.
Uno studio del 2003 del demografo israeliano Shaul Stampfer della Università Ebraica dedicato esclusivamente alla questione delle vittime ebraiche nella rivolta conclude che 18 000-20 000 ebrei sono stati uccisi su una popolazione totale di 40 000.
Paul Robert Magocsi afferma che i cronisti ebraici del XVII secolo "forniscono cifre invariabilmente gonfiate rispetto alle perdite di vite tra la popolazione ebraica dell'Ucraina. I numeri vanno da 60000 a 80000 (Nathan Hannover) a 100000 (Sabbatai Cohen), ma che "gli studiosi israeliani Shmuel Ettinger e Bernard D. Weinryb parlano invece di «annientamento di decine di migliaia di vite ebraiche» e lo storico ucraino-americano Jarowlaw Pelenski riduce il numero di morti ebrei a 6000 e 14000 ".
Orest Subtelny conclude:
Nei vent'anni che seguirono la rivolta la confederazione soffrì due grandi guerre ancora più grandi, Diluvio e Guerra russo-polacca (1654-1667); durante questo periodo il numero totale di vittime ebree è stimato in almeno 100000

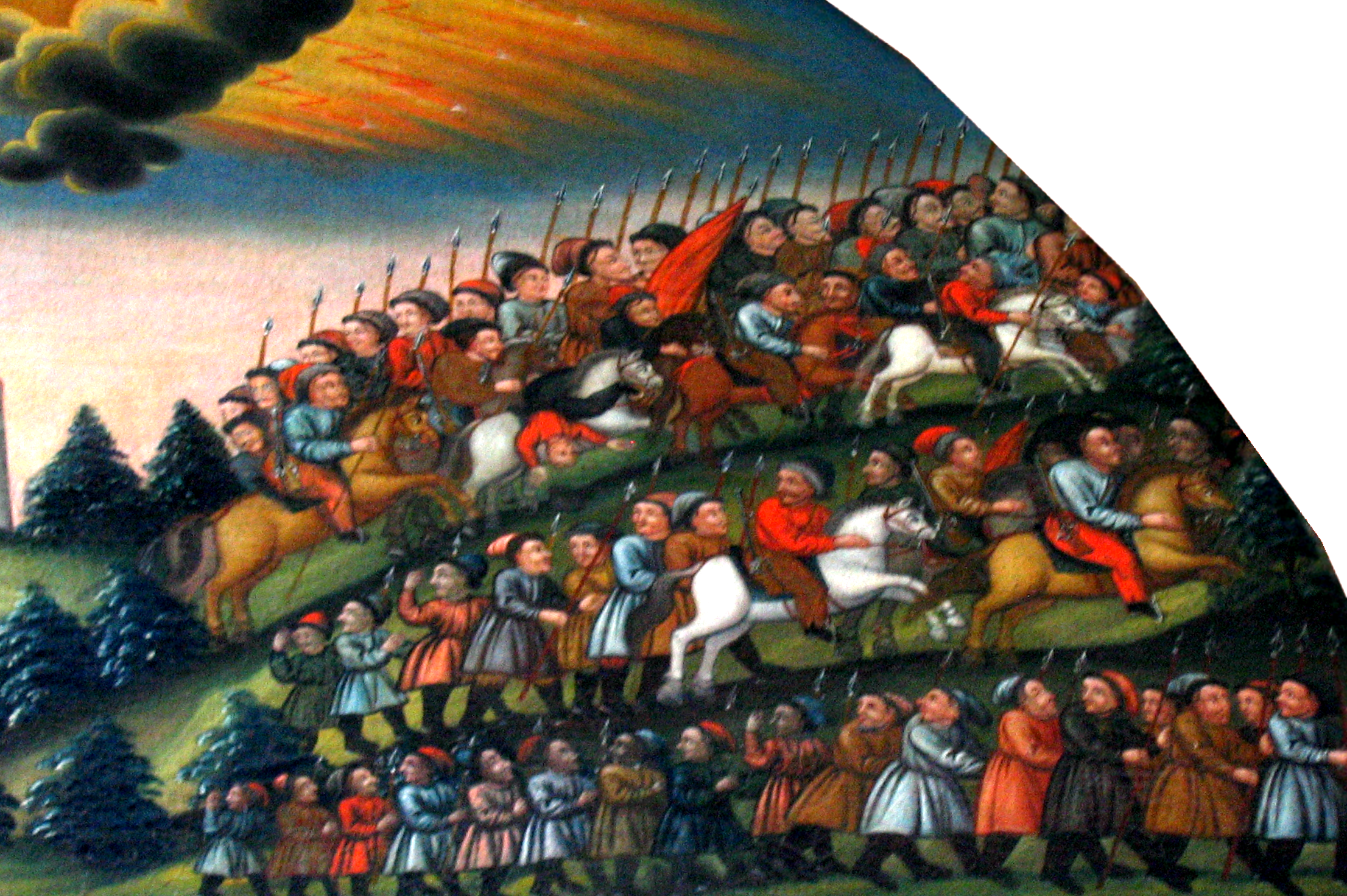
L'armata cosacca nel 1648.

### Popolazione ucraina
I cosacchi e i contadini (noti come pospolity erano in molti casi gli autori dei massacri dei membri della szlachta polacca e dei loro collaboratori ma anche essi subirono anche terribili perdite dovute alle rappresaglie polacche, alle incursioni dei tatari, alla carestia, alle epidemie e alla distruzione generale causata dalla guerra.
Nelle fasi iniziali della rivolta, le truppe del magnate Jeremi Wiśniowiecki, nel loro ritiro verso ovest, lasciarono dietro di loro una serie di città e villaggi bruciati. Inoltre, gli alleati tatari di Chmel'nyc'kyj continuavano spesso le loro razzie contro la popolazione civile, nonostante le proteste dei cosacchi. Dopo l'alleanza dei cosacchi con il Regno russo, le razzie dei tatari furono senza freni; insieme all'inizio della carestia, portarono ad uno spopolamento virtuale di intere aree del paese. La portata della tragedia può essere esemplificata da un rapporto di un ufficiale polacco del tempo, descrivendo la devastazione:

## La rivolta nella cultura di massa
La rivolta è stata descritta da varie opere in Polonia e Ucraina. Col ferro e col fuoco (Ogniem i mieczem) è un romanzo storico di Henryk Sienkiewicz, ambientato durante la rivolta; da esso è stato tratto il film Col ferro e col fuoco di Fernando Cerchio del 1962 e il film Ogniem i mieczem di Jerzy Hoffman del 1999.

### Essenziale
- (EN) Paul Robert Magocsi, A History of Ukraine, University of Washington Press, 1996, ISBN 0-295-97580-6.

### Ulteriore
- (EN) Frank E. Sysyn, A curse on both their houses: Catholic attitudes toward the Jews and Eastern Orthodox during the Khmel'nyts'kyi Uprising in Father Pawel Ruszel "Fawor niebieski", in Israel and the Nations, 1987,  pp. XI-XXIV.
- (EN) Moshe (Murray) J. Rosman, Dubno in the wake of Khmel'nyts'kyi, in Jewish History, vol. 17, n. 2, 2003,  pp. 239-255, DOI:10.1023/a:1022352222729.
- (EN) Natalia Yakovenko, The events of 1648-1649: contemporary reports and the problem of verification, in Jewish History, vol. 17, n. 2, 2003,  pp. 165-178.
- (EN) Zenon E. Kohut, The Khmelnytsky Uprising, the image of Jews, and the shaping of Ukrainian historical memory, in Jewish History, vol. 17, n. 2, 2003,  pp. 141-163.
- (EN) Frank E. Sysyn, The Khmel'nyts'kyi Uprising: a characterization of the Ukrainian revolt, in Jewish History, vol. 17, n. 2, 2003,  pp. 115-139.
- (EN) Serhii Plokhi, The Cossacks and Religion in Early Modern Ukraine, Oxford, Oxford University Press, 2001.